# Ardisia pusilla
Ardisia pusilla A.DC. – gatunek roślin z rodziny pierwiosnkowatych (Primulaceae). Występuje naturalnie w Japonii, na Półwyspie Koreańskim, w Chinach (w prowincjach Fujian, Guangdong, Hunan, Jiangxi, Kuangsi, Kuejczou i Syczuan), na Tajwanie, w Tajlandii, Malezji oraz na Filipinach. 

## Morfologia
PokrójZimozielony krzew dorastający do 0,4 m wysokości, tworzący rozłogi.
LiścieBlaszka liściowa ma eliptyczny lub odwrotnie jajowaty kształt. Mierzy 2,5–6 cm długości, jest piłkowana na brzegu, ma klinową nasadę i spiczasty wierzchołek. Ogonek liściowy jest nagi i ma 3–8 mm długości.
KwiatyZebrane w wierzchotkach przypominających baldachy, wyrastają z kątów pędów. Mają działki kielicha o równowąskim kształcie i dorastające do 1 mm długości. Płatki są owalne i mają czerwoną lub różową barwę oraz 3–4 mm długości.
OwocPestkowce mierzące 5-6 mm średnicy, o kulistym kształcie i czerwonej barwie.

## Biologia i ekologia
Rośnie w lasach oraz na brzegach cieków wodnych. Występuje na wysokości od 200 do 700 m n.p.m.